# Yaffa Eliach
Yaffa Eliach, née à Eišiškės (Lituanie) le 31 mai 1937 et morte le 8 novembre 2016 à New York (État de New York), est une historienne américaine de la Shoah. 

## Biographie
Yaffa Eliach est née dans une famille juive à Eišiškės près de Vilna en Lituanie, une ville où elle a vécu jusqu'à l'âge de quatre ans. Lorsque la ville a été occupée par les Allemands en juin 1941, la majeure partie de la population juive a été assassinée. Elle et sa famille se sont cachés et ont survécu. À son retour à Eishyshok en 1944, sa mère et un frère ont été tués par les forces soviétiques. 
Elle émigre en Palestine mandataire en 1946 et plus tard aux États-Unis en 1954. Elle obtient son baccalauréat en 1967, sa maîtrise en 1969 à Brooklyn et un doctorat en 1973 de l'université de New York sur l'histoire intellectuelle russe.
À partir de 1969, Yaffa Eliach est professeur d'histoire et de littérature dans le département des études judaïques au Brooklyn College. Elle a fondé et a servi comme directeur du Centre d'études sur l'Holocauste à Brooklyn. Elle a été membre de la Commission du président Jimmy Carter sur l'Holocauste de 1978 à 1979. Elle a écrit plusieurs livres sur le judaïsme.
Elle se consacre plus tard à la préservation de la mémoire de l'Holocauste spécifiquement sur les survivants. Elle a également conservé des souvenirs sur cassettes audio et vidéo. Ses recherches ont fourni beaucoup de matériel utilisé dans les cours sur l'Holocauste aux États-Unis.
Yaffa Eliach pense que sa génération est le dernier lien avec la Shoah et estime qu'il est de sa responsabilité de documenter la tragédie. Une exposition permanente contient environ 1 500 photos de Juifs d'Eishyshok avant l'arrivée des Allemands au Musée de l'Holocauste des États-Unis à Washington, D.C.
En 1953, Eliach épouse David Eliach, ils ont une fille, Smadar Rosensweig et un fils, Yotav Eliach et 14 petits-enfants.

## Publications
- La femme du pêcheur (1965).
- Le dernier juif, avec Uri Assaf (Tel-Aviv, 1975). 1977.
- La Libération des camps de concentration (1981)
- (en) Hassidic Tales of the Holocaust (1988)
- Nous sommes des enfants comme vous (1990)
- Il était une fois un monde (1998)[1]

## Honneurs
- Woodrow Wilson dissertation fellowship, (1971–1972)
- Myrtle Wreath award for humanitarian activities (avec Joseph Papp), (1979)
- Christopher award 1982 pour Hasidic Tales of the Holocaust (1982)
- Guggenheim fellowship et Louis E. Yavner award (1987)
- Doctorats honoris causa : Yeshiva University (New York) ; Spertus College (Chicago) ; Keene State College (2003).